# Чемпіонат УРСР з легкої атлетики 1988
Чемпіонат УРСР з легкої атлетики 1988 серед дорослих був проведений на стадіоні «Металіст» в Харкові у два етапи: 17-19 червня були розіграні медалі в дисциплінах спринту, стрибків та метань, а 5-7 липня — проходили змагання з бігу на середні та довгі дистанції та з багатоборства.
Республіканські чемпіонати з інших дисциплін легкої атлетики були проведені окремо.

## Призери основного чемпіонату

### Чоловіки
| Дисципліни                | Золото                              | Золото  | Срібло                                 | Срібло  | Бронза                         | Бронза  |
| ------------------------- | ----------------------------------- | ------- | -------------------------------------- | ------- | ------------------------------ | ------- |
| 100 метрів                | Дмитро Ваняікін Київ                | 10,47   |                                        |         |                                |         |
| 200 метрів                | Олександр Лисенко Сумська обл.      | 21,01   |                                        |         |                                |         |
| 400 метрів                | Юрій Потеєв Ворошиловградська обл.  | 47,19   |                                        |         |                                |         |
| 800 метрів                | Андрій Крамінський Херсонська обл.  | 1.46,0h | Анатолій Легеда Чернігівська обл.      | 1.47,0h | Юрій Букін Київ                | 1.47,1h |
| 1500 метрів               |                                     |         |                                        |         |                                |         |
| 5000 метрів               |                                     |         |                                        |         |                                |         |
| 10000 метрів              |                                     |         |                                        |         |                                |         |
| 110 метрів з бар'єрами    | Геннадій Дакшевич Харківська обл.   | 13,70   |                                        |         |                                |         |
| 400 метрів з бар'єрами    | Олег Азаров Київська обл.           | 50,67   |                                        |         |                                |         |
| 3000 метрів з перешкодами |                                     |         |                                        |         |                                |         |
| 4×100 метрів              |                                     |         |                                        |         |                                |         |
| 4×400 метрів              |                                     |         |                                        |         |                                |         |
| Стрибки у висоту          | Сергій Ільницький Харківська обл.   | 2,20    |                                        |         |                                |         |
| Стрибки з жердиною        | Василь Бубка Донецька обл.          | 5,65    |                                        |         |                                |         |
| Стрибки в довжину         | Олександр Аушев Харківська обл.     | 7,77    |                                        |         |                                |         |
| Потрійний стрибок         | Олександр Малецький Харківська обл. | 16,68   |                                        |         |                                |         |
| Штовхання ядра            | Михайло Куліш Київська обл.         | 20,89   |                                        |         |                                |         |
| Метання диска             | Сергій Пачин Запорізька обл.        | 60,60   |                                        |         |                                |         |
| Метання молота            | Юрій Тамм Київ                      | 84,16   |                                        |         |                                |         |
| Метання списа             | Володимир Фурдило Волинська обл.    | 78,86   |                                        |         |                                |         |
| Десятиборство             | Анатолій Газюра Львівська обл.      | 8245h   | Олексій Костенич Дніпропетровська обл. | 7719h   | Володимир Романов Одеська обл. | 7473h   |

### Жінки
| Дисципліни                      | Золото                                   | Золото   | Срібло                           | Срібло | Бронза | Бронза |
| ------------------------------- | ---------------------------------------- | -------- | -------------------------------- | ------ | ------ | ------ |
| 100 метрів                      | Ірина Кот Київ                           | 11,56    |                                  |        |        |        |
| 200 метрів                      | Людмила Джигалова Харківська обл.        | 23,25    |                                  |        |        |        |
| 400 метрів                      | Людмила Джигалова Харківська обл.        | 51,17    |                                  |        |        |        |
| 800 метрів                      | Надія Олізаренко Одеська обл.            | 1.56,0h  |                                  |        |        |        |
| 1500 метрів                     | Світлана Продан Донецька обл.            | 4.07,6h  |                                  |        |        |        |
| 3000 метрів                     |                                          |          |                                  |        |        |        |
| 5000 метрів                     |                                          |          |                                  |        |        |        |
| 10000 метрів                    |                                          |          |                                  |        |        |        |
| 100 метрів з бар'єрами          | Олена Політика Харківська обл.           | 13,01    |                                  |        |        |        |
| 400 метрів з бар'єрами          | Марина Середа Харківська обл.            | 55,83    |                                  |        |        |        |
| 4×100 метрів                    |                                          |          |                                  |        |        |        |
| 4×400 метрів                    |                                          |          |                                  |        |        |        |
| Стрибки у висоту                | Ірина Присяжнюк Закарпатська обл.        | 1,86     |                                  |        |        |        |
| Стрибки в довжину               | Інеса Кравець Київ                       | 7,16     | Олена Семираз Тернопільська обл. | 6,86   |        |        |
| Штовхання ядра                  | Людмила Воєвудська Дніпропетровська обл. | 19,25    |                                  |        |        |        |
| Метання диска                   | Лариса Михальченко Харківська обл.       | 70,80 NR |                                  |        |        |        |
| Метання молота (поза програмою) | Олена Рогачевська Київська обл.          | 53,74 NR |                                  |        |        |        |
| Метання списа                   | Наталія Чернієнко Харківська обл.        | 57,38    |                                  |        |        |        |
| Семиборство                     |                                          |          |                                  |        |        |        |

## Інші чемпіонати
- Зимовий чемпіонат УРСР з метань був проведений 23-24 січня в Ялті.
- Зимовий чемпіонат УРСР зі спортивної ходьби був проведений 31 січня в Алушті.
- Чемпіонат УРСР з легкоатлетичного кросу був проведений 7 лютого в Євпаторії.
- Основний чемпіонат УРСР зі спортивної ходьби був проведений 8 травня в Херсоні.
- Чемпіонат УРСР з шосейного бігу був проведений 5 червня в Ірпіні.
- Чемпіонат УРСР з марафонського бігу був проведений 7 жовтня в Білій Церкві в межах Білоцерківського марафону.

### Чоловіки
| Дисципліни                              | Золото                               | Золото  | Срібло                                | Срібло  | Бронза                                    | Бронза  |
| --------------------------------------- | ------------------------------------ | ------- | ------------------------------------- | ------- | ----------------------------------------- | ------- |
| Метання диска (зимовий)                 | Володимир Зінченко Запорізька обл.   | 65,84   | Анатолій Летючий Київська обл.        | 58,30   | Андрій Кохановський Дніпропетровська обл. | 56,76   |
| Метання молота (зимовий)                | Сергій Дорожон Дніпропетровська обл. | 78,94   | Віктор Байгуш Запорізька обл.         | 77,22   | Валерій Кочерга Запорізька обл.           | 77,22   |
| Метання списа (зимовий)                 | Володимир Грінченко Харківська обл.  | 73,52   | Андрій Мазніченко Харківська обл.     | 73,42   | Володимир Фурдило Волинська обл.          | 72,84   |
| Ходьба 15000 метрів (стадіон) (зимовий) | Микола Вінниченко Харківська обл.    | 1:01.57 |                                       |         |                                           |         |
| Ходьба 20 кілометрів (шосе)             | Анатолій Соломін Київ                | 1:22.32 | Олександр Жуков Дніпропетровська обл. | 1:23.43 | Анатолій Степаненко Полтавська обл.       | 1:24.25 |
| Крос                                    |                                      |         |                                       |         |                                           |         |
| 15 кілометрів (шосе)                    | Микола Табак Вінницька обл.          |         | Сергій Розум Київська обл.            |         | М. Ніколаєнко Дніпропетровська обл.       |         |
| Марафон                                 | Сергій Яненко Чернівецька обл.       | 2:15.13 | Леонід Насєдкін Дніпропетровська обл. | 2:15.30 | Олександр Шевченко Київська обл.          | 2:15.48 |

### Жінки
| Дисципліни                             | Золото                             | Золото   | Срібло                                | Срібло  | Бронза                            | Бронза  |
| -------------------------------------- | ---------------------------------- | -------- | ------------------------------------- | ------- | --------------------------------- | ------- |
| Метання диска (зимовий)                | Лариса Михальченко Харківська обл. | 66,10 NR | Ольга Нікішина Ворошиловградська обл. | 58,88   | Людмила Платонова Одеська обл.    | 57,36   |
| Метання списа (зимовий)                | Наталія Насєдкіна Харківська обл.  | 58,88    | Людмила Бабенко Київська обл.         | 54,00   | Валерія Іванова Київська обл.     | 53,34   |
| Ходьба 5000 метрів (стадіон) (зимовий) | Олена Веремейчук Київ              | 23.02,0h |                                       |         |                                   |         |
| Ходьба 10 кілометрів (шосе)            | Наталія Сербіненко Донецька обл.   | 44.16 NB | Олена Веремейчук Київ                 | 44.21   | Наталія Стороженко Черкаська обл. | 45.17   |
| Крос                                   |                                    |          |                                       |         |                                   |         |
| 15 кілометрів (шосе)                   | Тетяна Половинська Кримська обл.   |          | Ірина Ягодіна Дніпропетровська обл.   |         | Л. Свирська Житомирська обл.      |         |
| Марафон                                | Тетяна Федорова Херсонська обл.    | 2:35.00  | Тетяна Семенова Київська обл.         | 2:40.09 | Олена Семенова Запорізька обл.    | 2:45.01 |